# Gov. Thomas Hutchinson’s Ha-ha
Gov. Thomas Hutchinson’s Ha-ha ist ein historischer, rund 36,5 m langer und 1,8 m breiter Ha-Ha auf dem Stadtgebiet von Milton im Bundesstaat Massachusetts der Vereinigten Staaten. Er wurde vom damaligen Gouverneur Thomas Hutchinson auf seinem Grundstück errichtet und ist seit 1975 im National Register of Historic Places eingetragen. Seit 1995 ist er zugleich Contributing Property des Milton Hill Historic District.
Der Ha-Ha befindet sich heute auf dem Grundstück der St. Michael’s Church in der Nähe vom Governor Hutchinson’s Field.